# Порочная женщина (фильм, 1953)
«Порочная женщина» (англ. Wicked Woman) — фильм нуар режиссёра Расселла Рауса, который вышел на экраны в 1953 году.
Фильм рассказывает о соблазнительной блондинке Билли Нэш (Беверли Майклз), которая приезжает в небольшой городок, соблазняя совладельца бара Мэтта Бэннистера (Ричард Эган), пьющей жене которого принадлежит вторая половина бара. Билли уговаривает Мэтта в обход жены продать бар и вместе сбежать в Мексику. Однако, её сосед по пансиону, случайно узнав о планах Билли, шантажом склоняет её к близости, что приводит к провалу всего плана.
Несмотря на стандартный сюжет и небольшой бюджет картины, она в целом понравилась критике благодаря способности режиссёра увлечь зрителя действием и удачной актёрской игре, особенно, Беверли Майклз и Перси Холдена.

## Сюжет
В небольшом городке где-то на Западе США из междугородного автобуса выходит сладострастная рослая блондинка Билли Нэш (Беверли Майклз). За 6 долларов в неделю она селится в недорогой пансион около автовокзала с удобствами на этаже. Расположившись в кресле, она ставит пластинку со своей любимой песней «Ночь в Акапулько», выпивает, закуривает и берёт в руки журнал по астрологии. Мимо открытой двери в её комнату проходит сосед Чарли Борг (Перси Хелтон), некрасивый маленький горбун средних лет, который владеет мастерской по пошиву одежды, расположенной в соседнем доме. Чарли сразу теряет от Билли голову, однако красавица не обращает на него внимания, пока не улавливает доносящийся из его комнаты запах жареного мяса. Голодная девушка стучит к портному в дверь, легко добиваясь того, чтобы он накормил её ужином, после чего уходит. На следующий день Билли устраивается на работу официанткой в местный бар на ставку в 6 долларов за вечер плюс чаевые. Бар принадлежит Доре Бэннистер (Эвелин Скотт) и её красивому мускулистому мужу Мэтту (Ричард Эган), на которого Билли сразу же обращает внимание. Так как Билли нужна новая одежда, вечером в пансионе она легко выпрашивает у Чарли 20 долларов, обещая пойти с ним на свидание. На следующий день в баре Билли замечает, что Дора постоянно выпивает, после чего решает заполучить Мэтта себе. Новая официантка сразу же начинает пользоваться огромным успехом у завсегдатаев бара, принося владельцам больше прибыли, чем ранее, и сама прилично зарабатывая. Повар Гас (Уильям Филлипс) рассказывает ей, что в своё время бар принадлежал отцу Доры, который был алкоголиком, и всю работу на себе тащил Мэтт, в то время работавший барменом. Затем отец умер, а шесть лет назад Дора и Мэтт поженились, после чего стали совладельцами бара в равных долях.
После закрытия бара, оставшись наедине с Мэттом, Билли соблазняет его, и у них начинается тайный роман. Некоторое время спустя, когда Мэтт становится одержимым Билли, она уговаривает его продать бар и вместе сбежать в Мексику. Мэтт сразу не может принять её предложение, не понимая как быть с Дорой. Разговор заканчивается ссорой, и расстроенная Билли убегает в свой пансион. В коридоре её встречает Чарли, напоминая об обещании пойти с ним на свидание, однако она грубо выгоняет его, обзывая «противным низкорослым карликом». На следующее утро Чарли замечает, как Мэтт заходит в комнату Билли. Мэтт просит у Билли прощения, после чего сообщает, что решил продать бар в обход Доры. У него даже есть потенциальный покупатель мистер Лоури (Роберт Остерлох), который готов заплатить за бар 25 тысяч долларов. Мэтт и Билли решают напоить Дору, после чего подсунуть ей на подпись необходимые документы. Однако Билл Портер (Фрэнк Фергюсон), адвокат Лоури, настаивает на том, чтобы Дора лично подписала бумаги в его офисе. Учитывая, что Лоури и Портер никогда не видели Дору, Мэтт предлагает Билли выступить в роли его жены и подписать купчую за неё, на что Билли охотно соглашается. Чтобы не провалить дело во время подписания, с помощью Мэтта Билли заучивает все существенные подробности биографии Доры. После того, как в офисе адвоката все стороны подписывают купчую, Портер сообщает участникам сделки, что поместит бумаги на условное депонирование до полного оформления документов, а через три-четыре дня передаст Бэннистерам чек. Хотя Мэтт и Билли, которые собирались бежать в тот же день, крайне удручены необходимости ждать ещё несколько дней, однако вынуждены смириться с такой ситуацией. В тот момент, когда Билли и Мэтт перед входом в пансион обсуждают свои планы, их разговор из-за двери своей мастерской подслушивает Чарли.
Когда Билли остаётся одна, Чарли заходит к ней в комнату, требуя, чтобы она была с ним «мила», давая понять, что в противном случае раскроет их план. Билли вынуждена подчиниться, и на следующий день после работы приходит на ужин в комнату Чарли. На следующий день Лоури заходит в бар, чтобы посмотреть на свою собственность, сообщая, что чек будет передан Мэтту завтра днём. Неожиданно в баре появляется Дора, что ставит на грань провала весь план, однако Мэтту и Билли удаётся отвлечь, а затем и выпроводить Лоури, прежде чем он успевает догадаться об обмане. Однако тем же вечером на кухне бара взрывается плита, после чего Дора решает немедленно заняться получением страховки. Она просит у Мэтта ключ от банковской ячейки, где помимо страхового полиса хранятся документы на бар. Мэтт вынужден отдать жене ключ, после чего стремительно направляется к Билли, чтобы сообщить ей о происшедшем. Подойдя к двери, Мэтт слышит доносящиеся изнутри сладострастные звуки, после чего врывается в комнату, заставая Билли в кресле в полураздетом состоянии в тот момент, когда Чарли страстно целует её в шею. Разъярённый Мэтт набрасывается на Билли, называет её «грязной мерзкой шлюхой» и избивает её, после чего уходит. Понимая, что все её надежды рухнули, Билли в отчаянии бьёт сначала Чарли, а затем и домовладелицу, которая пришла посмотреть, что происходит. Мэтт рассказывает обо всём Доре, которая прощает его. Они вместе приходят в адвокатскую контору, сообщая Лоури и Портеру об отмене сделки, и те, чтобы не попасть в скандал, соглашаются обо всём забыть. Тем временем Билли покупает билет на автобус в одну сторону в Канзас-Сити. В автобусе, когда один из пассажиров обращает на Билли внимание, она соблазнительно улыбается ему в ответ.

## В ролях
- Беверли Майклз — Билли Нэш
- Ричард Эган — Мэтт Бэннистер
- Перси Хелтон — Чарли Борг
- Эвелин Скотт — Дора Бэннистер
- Роберт Остерлох — Ларри Лоури
- Фрэнк Фергюсон — Билл Портер

## Создатели фильма и исполнители главных ролей
Историк кино Дэвид Хоган отмечает, что автором сценария и постановщиком фильма является «Расселл Раус, который ранее произвёл сенсацию как сценарист фильма нуар „Мёртв по прибытии“ (1950) и повторно в 1951 году как сценарист и режиссёр социальной мелодрамы „Колодец“ (1951)». По мнению Артура Лайонса, за свою карьеру «Раус написал и поставил несколько интересных нуаров», таких как «Колодец» (1951), глубокий и содержательный взгляд на насилие толпы и расовые отношения, «Вор» (1952), нуар времён Холодной войны, известный главным образом тем, что в нём не произносится вслух ни единого слова на протяжении всей картины, а также «Секреты Нью-Йорка» (1955), один из лучших «разоблачительных» фильмов, вдохновлённых расследованием организованной преступности, которая проводила сенатская комиссия под руководством сенатора Эстеса Кефовера. По словам Хогана, все эти картины «продемонстрировали серьёзность подхода, а также хорошее коммерческое чутьё» Рауса и его партнёра Кларенса Грина. Позднее Раус вместе с Харланом Эллисоном написал и поставил картину «Оскар» (1966), которую Хоган охарактеризовал как «непосредственную и смешную мелодраму о задворках Голливуда».
Главной звездой этого фильма является актриса Беверли Майклз, которая в начале 1950-х годов отметилась ролями в таких малобюджетных фильмах нуар, как «Соблазнение» (1951) и «Девушка на мосту (1951)». После этой картины она сыграла в нуарах «Побег из тюрьмы» (1955), «Преданные женщины» (1955) и «Женщины без мужчин» (1956), вскоре после чего завершила свою кинокарьеру.
Партнёром Майклз был Ричард Эган. Это была его первая главная роль, и, по словам Дэвида Хогана, «позднее он стал умеренно популярным исполнителем главных ролей». В частности, Эган сыграл главные и значимые роли в фильмах нуар «Доля секунды» (1953), «Жестокая суббота» (1955) и «Резня на Десятой авеню» (1957), мелодрамах «Летнее место» (1959) и «Поллианна» (1960), а также в историческом приключенческом фильме «300 спартанцев» (1962).

## История создания и прокатная судьба фильма
Рабочим названием фильма было «Легко и просто» (англ. Free and Easy).
По информации Американского института киноискусства, Администрация Производственного кодекса потребовала внести некоторые изменения в первоначальный вариант сценария, и, тем не менее, «фильм всё равно столкнулся с некоторыми цензурными проблемами после выхода на экраны», в частности, был запрещён к показу в городе Мемфис, штат Теннесси.
По информации Ханса Воллстейна, «во время съёмок режиссёр Расселл Раус ухаживал за Беверли Майклз». В 1955 году они поженились и прожили в браке вплоть до смерти режиссёра в 1987 году.

## Оценка фильма критикой

### Общая оценка фильма
После выхода на экраны кинокритики невысоко оценили картину, в частности, Говард Томпсон в «Нью-Йорк Таймс» назвал её «бессмысленной маленькой мелодрамой», которая «нагнетанием пара за счёт содержания умудряется растратить впустую некоторое убедительное и реалистичное внешнее оформление».
Современные киноведы дают фильму противоречивые оценки. Так, Спенсер Селби отмечает, что этот «фильм категории В показывает жалкую и убогую жизнь», рассказывая «о роковой женщине, которая втягивает владельца бара в план обмана своей жены-алкоголички и бегства в Мексику». Артур Лайонс считает, что это «самая дешёвая и самая жалкая работа Рауса, и хотя реплики удерживают сценарий от банальности, в этом фильме некого любить. К концу зритель уже мечтает о том, чтобы все они уехали в Мексику и там остались». Лайонс добавляет, что «хотя по современным стандартам фильм совершенно не опасен, в своё время некоторые критики набрасывались на него из-за его вопиющего сексуального содержания».
Дэвид Хоган полагает, что это «фильм коммерческий, и ничего более, и кажется столь же жалким, как и комната Билли в пансионе». По мнению киноведа, он мог стать «очередной из бесчисленных мелодрам, которые созданы под влиянием „Двойной страховки“», однако «его спасает долговязая Беверли Майклз». Майкл Кини считает, что «это забавная лента с Майклз, которая в то время была иконой фильмов категории В. Актриса доставляет наслаждение, когда перед камерой она провоцирующе складывается и извивается своим впечатляющим телом (даже когда остаётся в комнате одна!)».
Ханс Воллстейн называет картину «посредственной криминальной мелодрамой об убогом маленьком преступлении, которое собирается совершить травленая блондинка Майклз». Далее он отмечает, что «поначалу картина смотрится как старый затасканный Джеймс М. Кейн, и все обоснованно ожидают, что Майклз и Эган убьют мешающую им Скотт. Однако сценаристы Грин и Раус верны своим персонажам — Билли (Майклз) и Мэтт (Эган) мыслят мелко, и их преступление — подделка подписи миссис Бэннистер — как раз соответствует диапазону их ограниченных и дешёвых жизней». Хэл Эриксон отмечает, что с точки зрения сюжета, среды, атмосферы и из-за присутствия Майклз фильм «выглядит как очередная едва дышащая мелодрама Гуго Гааса».
Деннис Шварц называет картину «чудесным блудливым фильмом нуар категории В». По мнению критика, «может быть, его сюжет и не свеж, но он отлично сыгран, а персонажи хорошо прописаны». Кроме того, «его мелкие жулики доставляют неожиданное наслаждение банальностью своих запросов и неспособностью стать кем-то большим, чем просто мелкими преступниками». Далее Шварц указывает, что «этот нуар о жалкой жизни» был «диким для своего времени, но кажется сравнительно сдержанным по современным стандартам». При этом он сохранил «безумное чувство юмора при показе того, как отвратительные персонажи на жизненном дне пытаются справиться со своими жалкими и пустыми жизнями с помощью адюльтера, секса, шантажа и алкоголизма. Если задуматься над этим, то фильм окажется не столь уж беззубым, как казалось вначале!».
Обозреватель TV Guide назвал картину «маленьким фильмом о порочных личностях», далее написав, что «хотя сюжет может показаться знакомым, фильм искупают хорошо прописанные персонажи, поразительные для своего времени непристойные моменты и привлекательная игра крутой королевы фильмов категории В Беверли Майклз». Критик отмечает, что «фильм несёт много неожиданных наслаждений, от вступительной заглавной песни до почти документального изображения Билли, когда она занимается своим любимым делом — пьёт, курит и читает журналы по астрологии, постоянно слушая одну и ту же пластинку». По мнению обозревателя, «фильм достаточно хорошо сделан, и даже сегодня может удивить своим неожиданным контекстом (насилие, сексуальные сцены, сцены адюльтера и пьянство)».

### Оценка работы режиссёра и творческой группы
Критики отмечают хорошую режиссёрскую работу Расселла Рауса, который, по словам Воллстайна, «поставил фильм с уверенным пониманием каждой детали, и в фильме многим можно восхищаться, начиная от заглавной героини, которая больше всего интересуется курением, выпивкой и чтением астрологических журналов, до группы надёжных актёров второго плана».
Дэвид Хоган обращает внимание на то, что картина сделана на малом бюджете, и это заметно. В результате «почти всё действие происходит в помещении, декорации маленькие, простые и очевидным образом дешёвые». Кроме того, «операторская работа Эдварда Фитцджеральда небрежная, музыка Бадди Бейкера часто неуместно бойкая, а заглавная мелодия написана Хербом Джеффрисом с чрезмерной претенциозностью».

### Оценка персонажа Билли Нэш
Как пишет обозреватель TV Guide, «Билли слушает One Night in Acapulco настолько фанатично, что песня наверняка останется в памяти зрителей надолго после окончания фильма. Песня создаёт для Билли её концепцию рая — места, где она никогда не была, и места, куда она уговаривает бежать Мэтта. Эта невинная мечта, возникшая благодаря любимой пластинке», является одним из немногих обстоятельств, формирующих более сложный образ Билли, чем образ просто «порочной женщины». «Рабочее название фильма Soiled (грязная, запачканная) было бы более точным, так как показано, что Билли борется, чтобы добиться чего-то и стать кем-то, однако её снова и снова отбрасывает к привычной схеме с запретным, обречённым романом, чему во многом способствует её собственная доверчивость».

### Оценка актёрской игры
Критики достаточно высоко оценили актёрскую игру в фильме, обратив особое внимание на работу Беверли Майклз. Как написал Ханс Воллстейн, «Майклз, которая сделала карьеру, играя крутых дамочек, довольно хороша в роли жёсткой Билли Нэш, мечты которой бежать в Мексику почти сбываются». Джефф Стаффорд также высоко оценивает работу Беверли Майклз. Он пишет: «С того момента, когда она выходит из автобуса, вы понимаете, что она будет проблемой. По мере того, как камера проходится по её телу от её кричаще высоких каблуков до травленых светлых волос, вы знаете, что эта женщина принесёт несчастье любому, с кем войдёт в контакт. И как порочная женщина Беверли Майклз не разочаровывает».
Хоган пишет, что «хотя в некоторых источниках рост Майклз указан как 175 см, скорее всего он составляет 178—180 см. В туфлях с небольшим каблуком она одного роста с Ричардом Эганом, а Перси Хелтон около неё выглядит как садовый гном. Майклз была не только высокой, но и грудастой, и в целом обладала худой, стройной фигурой и милым лицом с прикрытыми глазами и пикантной манерой вести разговор». В этом фильме она «не ходит — она сутулится и парит со скоростью улитки. Она кажется изнеможённой, утомлённой и сексуально возбуждённой, и всё это одновременно».
Как отмечает обозреватель TV Guide, «Майклз сделала небольшую карьеру, играя потёртых жизнью дамочек. Хотя в её игре в этой картине и присутствуют некоторые старые приёмы — в частности, когда она бросается злыми, острыми репликами — она хорошо справляется с материалом, и он дружелюбен по отношению к ней. В частности, когда Билли планирует обчистить женщину, которая дала ей работу, её широкие глаза и приятный голос кажутся искренними, а не уловкой, и многие зрители сочувствуют ей». В рецензии также отмечается, что «Раус хорошо использует статную фигуру Майклз, и не только когда задерживает камеру на её длинных ногах (вплоть до того, что показывает, как она бреет ноги). При росте в шесть футов (180 см) она возвышается над Хелтоном, делая его домогательства — и поражение — ещё более неуместными».
Помимо Майклз критика выделила с положительной стороны игру Перси Хелтона. Хэл Эриксон, в частности, пишет, что «фильм содержит, вероятно, самую лучшую экранную игру Хелтона, вездесущего писклявого характерного актёра, который заслуженно заканчивает роль получением одной из самых потрясающих пощёчин в истории кино». Обозреватель TV Guide также обращает особое внимание на игру Хелтона, который в роли «пристального и похотливого Чарли неожиданно гнусен. Он кладёт мокрые поцелуи вверх и вниз по руке Майклз, как будто собирается поглотить её, а каждая пауза в его словах как будто даёт понять, что в любой момент он готов пустить слюни». Наконец, Майкл Кини пишет: «Опытный характерный актёр Хелтон превосходит всех в этом фильме в роли похотливого маленького тролля, который получает то, что хочет, и, кажется, не обращает внимания (или даже не замечает) очевидного отвращения к нему со стороны Майклз». Ханс Воллстейн также отмечает Перси Хелтона, который «превращает свой образ жалкого коротышки в довольно зловещего развратника, готового на небольшой шантаж, чтобы удовлетворить своё либидо». Критик также положительно оценивает игру Эвелин Скотт, которая «предлагает симпатичный взгляд на женщину, которая находит утешение от своей несчастной жизни в бутылке». Хороша и «старожилка Бернардин Хейс, которая фланирует туда-сюда в роли издёрганной домохозяйки, а разнообразные завсегдатаи в баре добавляют достоверности главному месту действия, салуну Бэннистеров».